# 김정균 (1985년)
김정균(金靖均, 1985년 12월 23일~)은 대한민국의 프로게이머 출신 프로게임단 지도자이다. 현재 T1의 감독으로 활동하고 있으며 현역 시절 kkOma라는 아이디를 사용한 스타크래프트 II, 리그 오브 레전드의 프로게이머였다. 스타크래프트 II에서의 주 종족은 테란이었고 리그 오브 레전드에서의 주 포지션은 정글이었다.

## 학력
- 고졸검정고시 (졸업)

## 선수 경력
워크래프트 III 유즈맵인 카오스 게이머로 활동하였다.
2010년 스타크래프트 II가 출시된 이후에 oGs에 입단하며 스타 II 프로게이머로 활동했다. 2011년 8월, 팀에서 퇴단했다.
2011년 10월 스타테일에 입단하면서 리그 오브 레전드 프로게이머 커리어를 시작했다. 김정균은 프나틱과의 LCK 스프링 2012 16강 D조 최종전에서 패한 후 팀에서 방출되었다.

## 지도자 경력
2012년 12월 13일, SK텔레콤 T1의 코치로 부임하였다. 김정균은 코치 신분으로 SK텔레콤의 2팀을 직접 뽑게 되었다. 이 SK텔레콤 T1 S는 2013 서머 시즌 롤챔스 우승, 롤드컵 시즌 3 우승을 달성하는 성과를 거두었다.
SK텔레콤의 형제팀이 하나로 합쳐지는 과정에서 SK텔레콤의 통합팀의 코치로 합류했다. 2015 스프링 시즌 우승, 서머 시즌 우승, 롤드컵 2015 우승, 2016 스프링 우승, MSI 2016 우승, 롤드컵 2016 우승을 달성하는데 기여했다.
2018시즌을 앞두고 SK텔레콤 T1의 감독으로 승격되었다. 2017 케스파컵에서 감독 데뷔전을 치렀다. 감독 첫 시즌인 2018 스프링 시즌에서는 4위에 그쳤다. 서머 시즌에서는 7위로 마감하면서 포스트시즌 진출에도 실패했다.
2019 스프링 시즌에서는 바뀐 팀원들과 함께 스프링 시즌 우승에 기여했다. 서머 시즌에서도 LCK 정상에 오르는데 성공했다. 롤드컵 2019에서는 팀은 4강에 진출했다.
2020시즌을 앞두고 비시 게이밍의 감독으로 취임했다. 스프링 시즌에서는 팀의 포스트시즌 진출에 실패했다. 2020 서머 종료 이후 감독에서 물러났다.
2021시즌을 앞두고 DWG KIA의 감독직으로 취임했다. 2020 케스파컵에서 우승함에 따라 한국팀이 나오는 모든 대회에서 우승을 하는 성과를 거두었다. 2021 스프링 시즌에서도 압도적인 팀을 이끌며 팀의 우승을 이끌었다. 2021 MSI에서는 준우승을 차지했다. 서머 시즌에서는 시즌 초반 팀이 부침에 빠졌으나 라인 스왑을 통해 팀의 위기를 극복하는데 성공했다. 서머 시즌 팀은 우승을 거머쥐었으며 김정균은 LCK 통산 첫 10회 우승을 달성했다. 서머 시즌 종료 후 베스트 코치상을 수상했다. 리그 오브 레전드 월드 챔피언십 2021에서는 감독으로 참가했다. 담원은 조별리그 전승부터 승승장구하며 결승에 진출했지만 결승에서 에드워드 게이밍에게 패배하며 준우승에 머물렀다.
2022시즌을 앞두고 팀의 총감독으로 자리를 옮겼다. 3월 25일, 2022년 아시안 게임 e스포츠 리그 오브 레전드 부문 감독으로 선임되었다. 하지만 한국e스포츠협회가 리그 오브 레전드의 국가대표팀을 선발하는 과정에 있어서 논란이 발생했고, 이에 4월 22일 감독직 사퇴 의사를 표명했다. 2022시즌 종료 후 담원의 총감독직에서 물러났다.
2023년, 2022년 아시안 게임에 대한민국 리그 오브 레전드 국가대표팀 감독으로 참여하였다. 본 대회에서 대한민국 국가대표팀의 금메달 달성에 기여했다.
2024시즌을 앞두고 T1의 감독직으로 부임했다.

## 소속팀

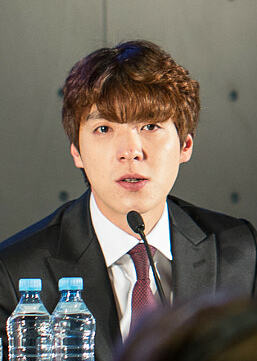
2015 월드 챔피언십 인터뷰 사진.

### 선수
| # | 팀명     | 소속 기간             | 소속 리그 | 비고 |
| - | -------- | --------------------- | --------- | ---- |
| 1 | 스타테일 | 2011.10.21~2012.04.27 | LCK       |      |

### 지도자
| # | 팀명        | 직책   | 소속 기간             | 소속 리그 | 비고 |
| - | ----------- | ------ | --------------------- | --------- | ---- |
| 1 | SK텔레콤 T1 | 코치   | 2012.12.13~2017.11.24 | LCK       |      |
| 2 | SK텔레콤 T1 | 감독   | 2017.11.24~2019.11.19 | LCK       |      |
| 3 | 비시 게이밍 | 감독   | 2019.12.17~2020.09.10 | LPL       |      |
| 4 | DWG KIA     | 감독   | 2020.11.13~2021.12.13 | LCK       |      |
| 5 | DWG KIA     | 총감독 | 2021.12.13~2022.11.16 | LCK       |      |
| 6 | T1          | 감독   | 2023.11.21~           | LCK       |      |

## 수상 내역

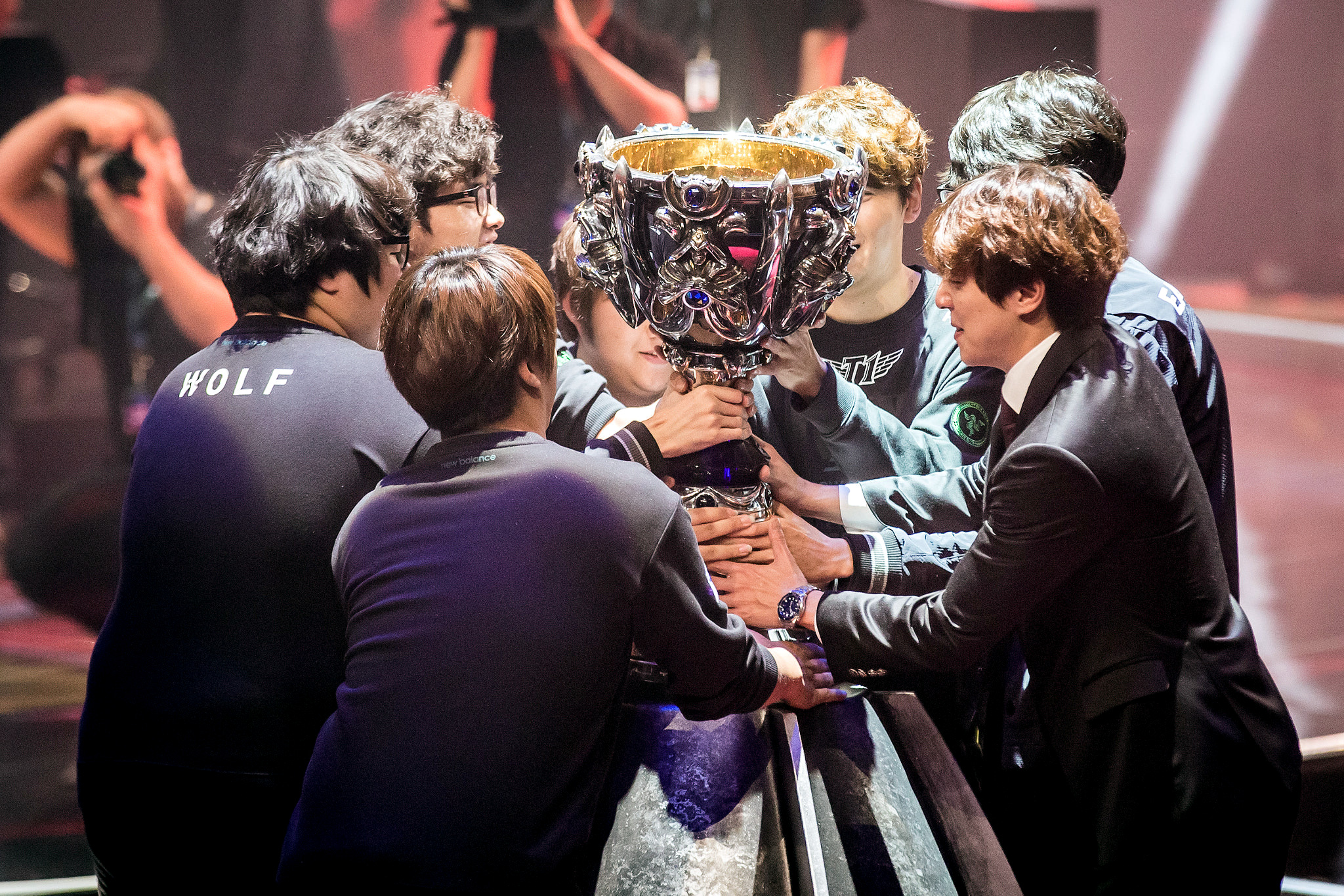
2015 월드 챔피언십 우승 사진.

### 선수

#### 스타크래프트 II
- 소니 에릭슨 스타크래프트 II OPEN Season 3 32강
- 소니 에릭슨 글로벌 스타크래프트 II 리그 January Code A 32강

#### 리그 오브 레전드
- 인벤 올스타 토너먼트 2011 8강 (스타테일)
- 리그디스 네임드 초청 토너먼트 8강 (스타테일)
- 인벤 네임드 챔피언십 4강 (스타테일)
- LoL 인비테이셔널 2012 5위 (스타테일)
- 아주부 리그 오브 레전드 더 챔피언스 스프링 2012 (스타테일)

### 지도자
- 핫식스 리그 오브 레전드 챔피언스 서머 2013 우승 (SK텔레콤 T1)
- 리그 오브 레전드 월드 챔피언십 시즌 3 우승  (SK텔레콤 T1)
- 판도라TV 리그 오브 레전드 챔피언스 윈터 2013-2014 우승 (SK텔레콤 T1 K)
- 2014년 대한민국 e스포츠대상 최우수팀상 (SK텔레콤 T1)
- 2014년 대한민국 e스포츠대상 대상 (SK텔레콤 T1)
- 리그 오브 레전드 올스타전 2014 우승 (SK텔레콤 T1 K)
- SK텔레콤 LTE-A LoL 마스터즈 2014 준우승 (SK텔레콤 T1)
- 아이티엔조이 나이스게임TV 리그 오브 레전드 배틀 서머 2014 우승  (SK텔레콤 T1 K)
- 스베누 리그 오브 레전드 챔피언스 코리아 스프링 2015 우승 (SK텔레콤 T1)
- 리그 오브 레전드 미드 시즌 인비테이셔널 2015 준우승 (SK텔레콤 T1)
- 스베누 리그 오브 레전드 챔피언스 코리아 서머 2015 우승 (SK텔레콤 T1)
- 리그 오브 레전드 월드 챔피언십 2015 우승 (SK텔레콤 T1)
- IEM 시즌 10 월드 챔피언십 우승 (SK텔레콤 T1)
- 롯데 꼬깔콘 리그 오브 레전드 챔피언스 코리아 스프링 2016 우승 (SK텔레콤 T1)
- 리그 오브 레전드 미드 시즌 인비테이셔널 2016 우승 (SK텔레콤 T1)
- 리그 오브 레전드 월드 챔피언십 2016 우승 (SK텔레콤 T1)
- 리그 오브 레전드 챔피언스 코리아 스프링 2017 우승 (SK텔레콤 T1)
- 리그 오브 레전드 미드 시즌 인비테이셔널 2017 우승 (SK텔레콤 T1)
- 리프트 라이벌즈 2017 준우승 (SK텔레콤 T1)
- 리그 오브 레전드 챔피언스 코리아 서머 2017 준우승 (SK텔레콤 T1)
- 리그 오브 레전드 월드 챔피언십 2017 준우승 (SK텔레콤 T1)
- 리프트 라이벌즈 2018 준우승 (SK텔레콤 T1)
- 스무살우리 리그 오브 레전드 챔피언스 코리아 스프링 2019 우승 (SK텔레콤 T1)
- 리그 오브 레전드 미드 시즌 인비테이셔널 2019 4강 (SK텔레콤 T1)
- 리프트 라이벌즈 2019 우승 (SK텔레콤 T1)
- 우리은행 리그 오브 레전드 챔피언스 코리아 서머 2019 우승 (SK텔레콤 T1)
- 리그 오브 레전드 월드 챔피언십 2019 4강 (SK텔레콤 T1)
- 2020 LoL KeSPA컵 울산 우승 (DWG KIA)
- 2021 리그 오브 레전드 챔피언스 코리아 스프링 우승 (DWG KIA)
- 리그 오브 레전드 미드 시즌 인비테이셔널 2021 준우승 (DWG KIA)
- 2021 리그 오브 레전드 챔피언스 코리아 서머 우승 (DWG KIA)
- 리그 오브 레전드 월드 챔피언십 2021 준우승 (DWG KIA)
- 리그 오브 레전드 챔피언스 코리아 2021 Best Coach
- 2022년 항저우 아시안 게임 e스포츠 리그 오브 레전드 금메달 (대한민국)
- 리그 오브 레전드 챔피언스 코리아 스프링 2024 준우승(T1)
- 이스포츠 월드컵 2024 우승 (T1)
- 리그 오브 레전드 월드 챔피언십 2024 우승 (T1)
- 미드 시즌 인비테이셔널 2025 준우승 (T1)